# Lucas da Feira
Lucas da Feira (nascido Lucas Evangelista em 18 de outubro de 1807, morto em 25 de setembro de 1849) foi um cangaceiro brasileiro.

## Biografia

### Origem
Nascido filho de negros escravizados em Feira de Santana em 1807 na fazenda Sacco do Limão, no que seria hoje o bairro Pedra do Descanso. Como filho de escravizados, Lucas pertenceu, a princípio, a D. Anna Pereira do Lage. Após o falecimento dela, passou ao domínio do Padre José Alves Franco, vindo mais tarde a caber, em nova partilha, ao pai deste, o alferes José Alves Franco.

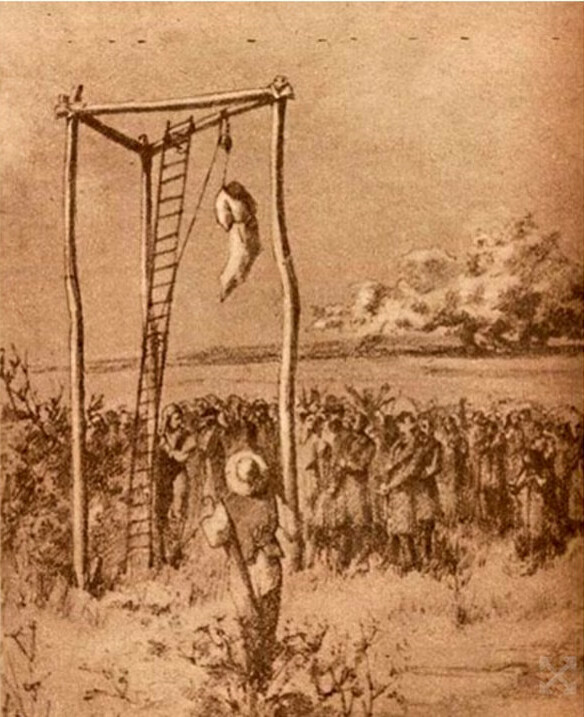
Enforcamento de Lucas da Feira, em 1849.

### Cangaço
Durante esta última transição de senhor, Lucas fugiu para as matas da cidade de Feira, em meados do ano de 1828, se juntando a uma quadrilha em conjunto com Flaviano, Nicolau, Bernardino, Januário, José e Joaquim. Foi considerado chefe desta quadrilha durante um interrogatório em um fórum de Feira de Santana, sendo preso em 28 de dezembro de 1847.

### Prisão e morte
Na prisão, teve seu braço amputado em decorrência dos ferimentos. Seu julgamento ocorreu em praça pública, em 1848, resultando na condenação por enforcamento em 1849.

## Representações na cultura popular
Em 2010 houve um projeto para homenagear Lucas da Feira nomeando uma rua com seu nome, mas o projeto foi rejeitado, visto que também existem imagens negativas do cangaceiro entre os historiadores. Foi argumentado que não se podia esquecer dos assaltos que ele cometeu durante 20 anos aos moradores da cidade de Feira de Santana e arredores, como documentam inclusive alguns jornais históricos publicados na época.
Se por um lado, alguns historiadores argumentam que Lucas se revoltou contra a escravidão e foi um Robin Hood baiano, na tendência de como teria sido o Zumbi dos Palmares, outros historiadores como Franklin Maxado, Monsenhor Renato Galvão e Hugo Navarro relatam uma vida criminosa, sem um propósito ou envolvimento com a causa abolicionista. 
Há um consenso, entretanto, de que Lucas da Feira ajudou a formar um dos primeiros grupos considerados como cangaço na primeira metade do século XIX.